# 孟春 (砲艦)
孟春（もうしゅん / 旧仮名：まうしゆん）は日本海軍（兵部省、海軍省）の軍艦。元佐賀藩の軍艦「孟春丸」。
「孟」は訓読みで「はじめ」となり、孟春は春の初め、つまり旧暦の正月（1月）を意味する。

## 概要
元佐賀藩の軍艦で佐賀藩時に戊辰戦争に参加、日本海軍では台湾出兵、西南戦争などに参加し、京城事変では朝鮮警備に就くなど、明治初期に日本海軍の軍艦として非常に活躍した。日本海軍での正式名称は「孟春艦」。

## 艦型
3檣トップスル・スクーナー型で鉄骨木皮の砲艦。右表の船体の主要寸法は主に明治4年『記録材料・海軍省報告書第一』、明治元年 と明治7年の『公文類纂』 によった。他の文献での主要寸法は以下の通り。
- 『佐賀藩海軍史』：長さ22間半余り（40.91m強）、幅3間半余り（6.36m強）[2]
- 『帝国海軍機関史』：長さ132 ft (40.23 m)、幅22 ft (6.71 m)[15]
- 『日本近世造船史 明治時代』：長さ131 ft (39.93 m)、幅22 ft (6.71 m)、吃水7 ft 7 in (2.31 m)[10]
- 『日本海軍艦船名考』：長さ131尺 (39.70m)、幅22尺 (6.67m)[8]
- 『日本海軍史』第7巻：長さ44.5m、幅6.6m、吃水2.5m[24]
- 『日本軍艦史』（1995年）：長さ39.9m、幅6.6m、吃水2.2m[25]

### 機関
主機は直動機関2基。なお斜動機関とする文献もあるが、『幕末の蒸気船物語』32頁によると斜動機関（ダイアゴナル型またはイングランド型）は外輪用の機関形式になる（孟春はスクリュープロペラ）。2気筒でシリンダーの直径25 in (640 mm)、ピストンの行程は18 in (460 mm)。注射復水器を装備した。
ボイラーは角缶2基。鉄製で大きさは径6 ft 8 in (2.03 m)、長さ15 ft 7 in (4.75 m)。1基につき炉筒はそれぞれ2基、缶管は直径3 in (76.2 mm)で長さ6 ft 12 in (2.13 m)の鉄管が100本、総受熱面積1,205.6ft2、総火床面積57.26 ft2。1878年（明治11年）にボイラーが交換された。
出力は右表の通りに色々な値が出ており191実馬力、120馬力、100名馬力 などの値がある。速力も同様に、14.2ノット から7ノット までの値がある。

### 兵装
兵装については『公文類纂』によると1874年（明治7年）時にはアームストロング砲を4門搭載していた（右要目表参照）。その他の文献では以下の記載がある。
- 『佐賀藩海軍史』：英式70ポンド・アームストロング前装旋回砲2門、同6ポンド砲2門の計4門[2]
- 『帝国海軍機関史』：70ポンド・アームストロング砲1門（艦首）、同40ポンド砲1門（艦尾）、同20ポンド砲1門（舷側）の計3門[14]
- 『近世帝国海軍史要』：12cm砲2門[3]
- 『日本軍艦史』（1995）：2 cmクルップ砲2門[25]

## 艦歴
※日付は明治5年まで旧暦

### 佐賀藩
元は1867年1月（慶応2年12月頃）にロンドンで建造された原名「ヨーゼニー」(Eugenie)。慶応4年1月（1868年2月頃）、長崎で佐賀藩が購入し「孟春丸」と命名された。
戊辰戦争では、慶応4年2月18日に関東御征伐海軍先鋒として三重津を出港、2月22日に神戸に到着した。2月30日に大原重徳が海軍先鋒総督に任命され、「孟春丸」と「豊瑞丸」（薩摩藩籍）、「雄飛丸」（久留米藩籍）が日本で初めて艦隊行動を行い、大坂から横浜まで兵員の輸送を行っている。「孟春丸」は3月19日に兵庫を発し、3月23日に横浜港へ到着した。閏4月19日品海へ回航した。函館へ移動した榎本艦隊を追い、閏4月25日に横浜港を出港し奥州へ進出した。
明治2年（1869年）、陸奥国鍬ヶ崎（現岩手県宮古市鍬ヶ崎）付近で海嘯のため座礁。または明治元年6月に鮫浦で荒天のため座礁。
船体は明治3年（1870年）に引き下ろされ、同年11月に品海に到着した。

### 日本海軍
明治4年（1871年）4月17日に佐賀藩から新政府へ「孟春丸」献納の申し出があり、5月15日に許可となり、5月22日に受領された。兵部省所管となり艦名は「孟春（艦）」となった。11月15日（12月26日）六等艦に定められた。
明治5年（1872年）5月18日の時点で中艦隊に所属、5月23日、「鳳翔」「雲揚」「孟春」は品川を出港し、7月11日に帰着した。8月17日、中艦隊から除かれた。9月5日、石川島で修理するために造船局の管轄となり、入渠した。
1873年（明治6年）1月16日、陸揚げの届が出された。2月2日、「孟春」は主船寮所轄から提督府所轄になったが、3月13日に主船寮所轄に戻された。12月に修理が完了し、12月13日、中艦隊に編入された。
1874年（明治7年）2月23日に試運転が行われた。台湾出兵に「日進」「雲揚」とともに参加、4月7日（または4月6日）に出兵命令が出て、4月10日（または4月9日）品川を出港した。その後、清国の諸港を巡り、揚子江に入った。11月10日に長崎港に帰着し、11月29日に品川へ帰港した。
江華島事件が起き釜山へ進出するため、1875年（明治8年）10月18日、「孟春」と「第二丁卯」は中牟田倉之助少将を指揮官として、居留民保護のために釜山回航を命じられ、「孟春」は10月19日（または10月20日）に横浜港を出港した。10月28日、中艦隊は解隊、日本周辺を東部と西部に分け、東部指揮官には中牟田倉之助少将、西部指揮官には伊東祐麿少将が任命され、「日進」「春日」「浅間」「第二丁卯」「孟春」「千代田形」「肇敏丸」「快風丸」は西部指揮官所轄となった。また「孟春」は11月9日に艦隊から除かれた。12月11日、「孟春」は釜山派遣から長崎港に帰着した。12月15日、黒田清隆が「玄武丸」に乗組み朝鮮へ出張するため、「日進」「孟春」「高雄丸」が釜山までの護衛を命令された。「孟春」は翌1876年（明治9年）1月8日に長崎を出港し、3月15日に横浜港に帰港した。
1876年（明治9年）3月15日、ボイラーと機械の修理の申し出があった。10月には缶管65本が損傷のため返納との届出が出ている。10月28日、萩の乱を鎮圧するために（横浜港を）出港、12月11日、「孟春」は「春日」と共に横浜港に帰港した。
1877年（明治10年）1月24日、行幸出発に際し、「東」「鳳翔」「孟春」「千代田形」の4隻で小艦隊を編成して金田湾まで見送り、帰途は蒸気機関運転での艦隊運動訓練を行った。
西南戦争では日奈久攻略に参加した。2月8日、西南方面が不穏のため、「鳳翔」と「孟春」の2隻に回航命令が出され、翌日に2隻は横浜港を出港、神戸港に向かった、2月18日午後8時、「孟春」は神戸港を出港し下関へ向かった。
4月7日、西郷軍の扇動者5名を逮捕する。6月29日、大分県浦大島で座礁。9月には城山の戦いに参加した。
10月29日、横浜港に帰港した。
1878年（明治11年）4月15日（または4月14日）、横須賀に回航。翌日から6カ月余り横須賀造船所で修理（ボイラー交換）を行った。9月頃に試運転を行った。11月2日、横浜に回航。11月5日、更に品川に回航した。11月29日、横須賀に回航。12月1日、兵庫へ向け出港したが、暴風のために当日は金田湾に避泊した。12月5日、兵庫港着。伊藤司令長官が三原へ巡見のために12月10日兵庫出港、瀬戸内海の多度津、三原糸崎、竹原湾、御手洗を巡り、12月16日兵庫に戻った。12月21日兵庫を出港、暴風のために由良湾、的矢、御前埼灯台、清水港に避泊し、12月29日横浜に帰港した。

### 測量艦
1879年（明治12年）から1882年（明治15年）の間、「孟春」は測量任務に従事した。1879年3月27日、山陰、北陸沿海の測量中は水路局所轄とされた。
1880年（明治13年）2月3日、品川から横浜に回航。4月26日、品川に戻った。6月26日に品川発、横須賀港で富士山から的を借用し、同日館山湾に到着した。館山湾で射撃訓練を行う。7月3日、館山湾から網代へ回航した。網代から真鶴岬まで戦闘訓練、7月9日に金田湾へ回航、翌日横浜港に帰港した。10月27日、横須賀港に回航し海軍卿・榎本武揚が乗艦、横浜で下艦した。
1881年（明治14年）2月1日、横須賀に回航。2月15日から横須賀造船所で修理を行った。4月9日、品川に回航。4月13日、横須賀に回航された。1882年9月5日に修理が完了した。

### 朝鮮派遣
1882年（明治15年）、朝鮮事変により朝鮮半島方面で警備に就いた。8月28日、品川を出港して朝鮮へ向かい、8月31日に兵庫港へ入港し、翌日出港。下関を経て9月6日に朝鮮溝竹島に到着した。9月7日、溝竹島を発ち、ヘルソールス列島をへて9月9日に仁川港に到着した。9月11日、南陽湾から豊浦に回航、翌日に仁川に戻った。9月20日、駐朝鮮公使・花房義質を乗せて出港、南陽湾に到着した。9月21日、南陽湾発、花房公使は「明治丸」に移乗し、「孟春」は仁川港に戻った。9月28日、豊浦に回航した。10月2日に豊浦発、10月4日に釜山浦に到着した。11月27日に釜山を発ち、各地に寄港して12月11日に横浜港に帰港した。
朝鮮派遣中の10月12日「扶桑」「金剛」「比叡」「龍驤」「日進」「清輝」「天城」「磐城」「孟春」「第二丁卯」「筑波」の11隻で中艦隊が再度編成された。
1883年（明治16年）2月16日から3月26日まで横須賀造船所で修理を行った。
3月21日、再度の朝鮮警備のため横浜港を出港、的矢を経由し3月25日兵庫港に入港した。4月4日に兵庫発、伊予興居島、豊後姫島、門司を経由し、4月17日釜山浦に到着した。4月21日釜山浦から竹敷に回航、翌日に竹敷発、4月25日豊島に一時碇泊し、同日仁川に到着した。6月10日仁川発、三島を経て、6月14日長崎に帰国した。
7月3日、長崎を出港し門司に寄港、7月8日釜山浦に到着した。7月12日釜山浦発、7月14日仁川に到着した。8月1日仁川発、八尾島、南陽を経て仁川湾に戻った。8月14日仁川発、豊島を経て、8月17日三島に到着した。8月26日三島発、翌27日に長崎に帰国した。9月15日長崎発、大村、呼子、門司、上ノ関、三原、兵庫、紀伊大島、清水を経由し10月15日品川に帰着した。
1884年（明治17年）、朝鮮警備のため5月5日横浜港を出港、10月14日長崎港に帰港した。
1885年（明治18年）、朝鮮方面の航海のために8月13日厳原を出港、10月5日仁位(現長崎県対馬市豊玉町仁位)に帰港した。
同年(1885年)12月28日中艦隊は解隊、同日「春日」を除く中艦隊に所属していた8隻(「扶桑」「金剛」「比叡」「海門」「筑紫」「清輝」「磐城」「孟春」)で改めて常備小艦隊が編成された。
1886年（明治19年）、朝鮮警備のため9月2日竹敷を出港、12月20日長崎港に帰港した。
12月28日「孟春」は常備小艦隊から除かれて、横須賀鎮守府所轄予備艦に指定された。

### 除籍
1887年（明治20年）10月8日に除籍され、逓信省へ交付、商船学校係留練習船「孟春号」となった。1896年（明治29年）7月に廃船とされ、神奈川県港務部へ移管、検疫番船「孟春号」とされた。

## 艦長
佐賀藩
- （船将）中牟田倉之助：慶応4年2月時[28]

日本海軍
※『日本海軍史』第9巻・第10巻の「将官履歴」及び『官報』に基づく。
- （代理）瀧野直俊二等士官：明治4年（1871年）5月 - 明治5年（1872年）3月9日
- 瀧野直俊少佐：明治5年（1872年）4月16日 - 同7月24日[35]
- 増田広豊大尉：明治5年（1872年）7月24日[35] - 同8月18日[36]
- 磯辺包義大尉：1873年10月28日[40] - 1875年4月14日
- 笠間広盾大尉：1875年5月15日[65] - 1878年5月11日[66]
- （艦務代理）原田元信大尉（副長）：1876年12月16日 - （艦長笠間広盾少佐謹慎中）[49]
- 大村松次郎少佐：1878年5月11日[66] -
- 伊地知弘一少佐：1880年1月 - 1884年1月21日
- 野村貞少佐：1884年1月21日 - 1884年2月21日
- 原田元信少佐：1884年2月21日 - 1885年7月2日
- 高木安行少佐：1885年7月2日 - 1886年4月12日
- （心得）飯田信臣大尉：1886年4月12日 - 1886年6月23日[67]
- 吉田重親少佐：1886年6月23日[67] -